# Disputa de Nueva Guinea Occidental

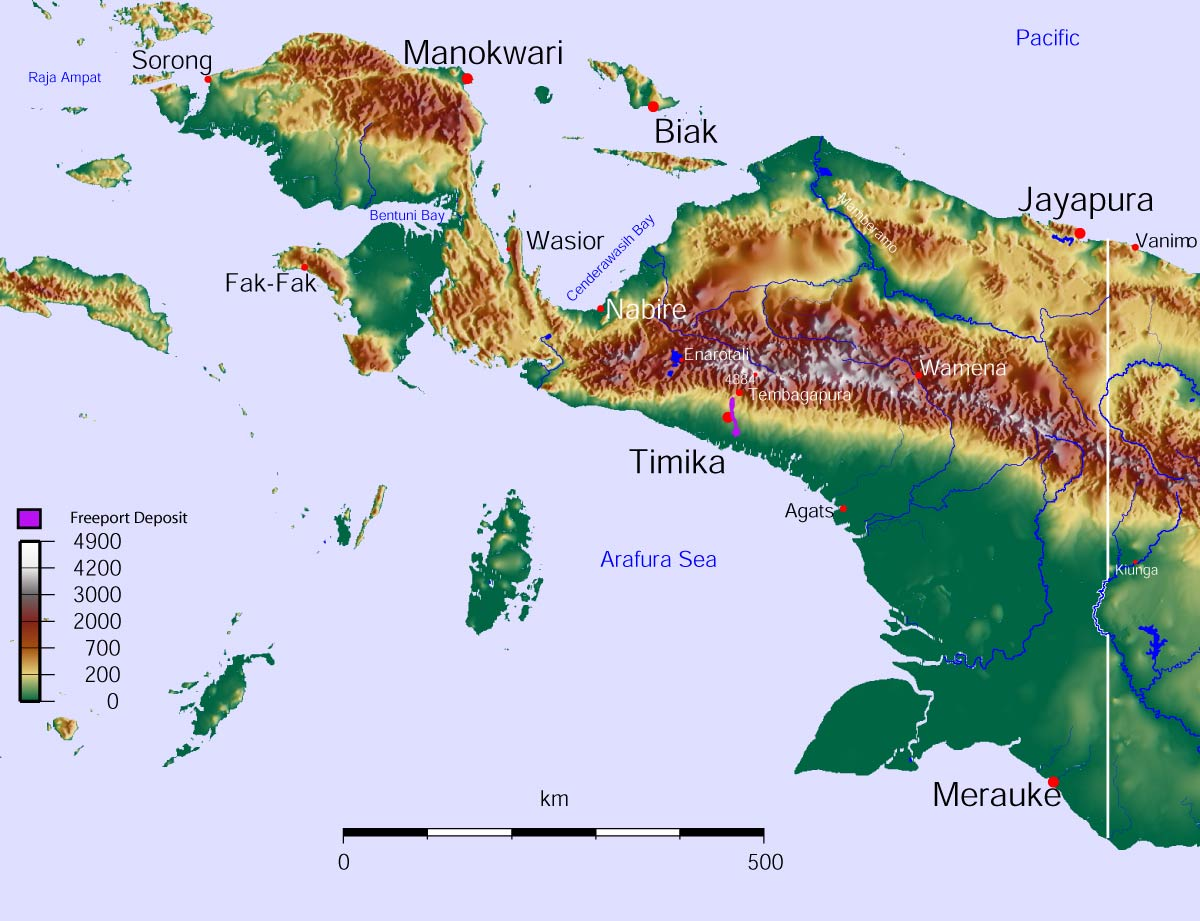
Mapa topográfico de Nueva Guinea Occidental

La disputa de Nueva Guinea Occidental fue un conflicto diplomático y político entre Países Bajos e Indonesia sobre el control del territorio de Nueva Guinea Neerlandesa, librado entre 1950 y 1962. Mientras que el gobierno de Países Bajos había cedido la soberanía a Indonesia el 27 de diciembre de 1949 después de una lucha por la independencia, el gobierno indonesio siempre había reclamado la mitad de Nueva Guinea controlada por los holandeses sobre la base de que había pertenecido a las Indias Orientales Neerlandesas y que la nueva República de Indonesia era el legítimo sucesor de la excolonia holandesa.
Durante la primera fase del conflicto (1950-1954), Indonesia mantuvo negociaciones bilaterales con Países Bajos. Durante la segunda fase (1954-1958), Indonesia intentó obtener apoyo para sus reclamos territoriales en la Asamblea General de las Naciones Unidas. Durante la tercera fase (1960-1962), Indonesia llevó a cabo una política de confrontación contra Países Bajos que combinaba la presión diplomática, política y económica con una fuerza militar limitada. La etapa final de la confrontación con Indonesia también involucró una invasión militar planificada del territorio, conocida como Operación Trikora. Los indonesios también obtuvieron armas militares y el apoyo político y militar de la Unión Soviética, lo que indujo a Estados Unidos a intervenir en el conflicto como mediador entre Indonesia y Países Bajos. Tras el Acuerdo de Nueva York, el 15 de agosto de 1962, Países Bajos, bajo presión de Estados Unidos, entregó el oeste de Nueva Guinea a una Autoridad Ejecutiva Provisional de las Naciones Unidas, que posteriormente entregó el territorio a Indonesia el 1° de mayo de 1963. Después de un controversial plebiscito en 1969 (conocido como Acta de Libre Elección), Nueva Guinea Occidental se integró formalmente en Indonesia.